# 네팔의 정치
네팔의 정치는 다당제 공화제적 성격을 띄고 있다. 2016년, 이코노미스트 인텔리전스 유닛은 네팔을 혼합체제(hybrid regime)로 등급을 매겼다.
네팔은 오랫동안 쇄국정책을 지켜왔으나 1950년의 쿠데타 이래 정책을 일변시켜 55년에는 유엔에도 가입했다. 그러나 외국으로부터 원조는 받아들여도 동맹관계는 맺지 않는다는 중립노선을 고수하고 있다. 1960년부터 시작된 국왕 친정체제는 90년대 들어 국민들의 민주요구로 입헌군주제로 바뀐다. 94년 총선에서 통일공산당의 아디카리 의장이 총리로 취임하나 불신임당하고 95년 9월 데우바 하원의장이 새 총리로 임명되었다. 개국 이래 네팔은 종래의 은둔적인 자세를 버리고 유럽식의 호텔을 세워 외국의 관광객을 유치하는 등 새로운 방향으로 움직이고 있다.
1996년부터는 네팔 공산당 (마오주의 센터)를 주축으로 한 반정부 무장조직들이 군주제 전복을 목적으로 활동을 벌이며 네팔 내전이 시작되었다. 그 중 2001년 네팔 궁중 학살 사건으로 9명의 왕족이 사망한 이후 취임한 갸넨드라가 계엄령을 선포하고 전제군주제로 되돌아가려는 움직임을 보이자 국민의 반발이 강해져 시위가 잇따랐으며, 결국 2006년 평화합의를 거쳐 2008년 군주제가 공식 폐지되고 네팔은 공화정이 되었다.
90년대 민주화 시기에 네팔 의회당이 다수를 차지하던 것과 달리 내전 이후에는 공산주의 계열의 정당이 선거에서 강세를 보이기 시작했다. 2015년 신 헌법이 채택되었고 2017년 종전 이래 최초의 총선이 치러졌다.